# Antenodalader
Antenodaladern oder auch Antecubitaladern sind die Adern die im Flügel von Libellen zwischen Costalader und Radiusader verlaufen und zwischen dem Flügelansatz und dem Nodus liegen. Sie können durchgehend ausgebildet sein oder an der Subcosta versetzt weiterlaufen. Während Großlibellen (Anisoptera) eine unterschiedliche Zahl von Antenodaladern aufweisen, kommen bei Kleinlibellen (Zygoptera), mit Ausnahme der Familie Calopterygidae nur zwei Antelnodaladern vor. Bei einigen Gattungen, wie zum Beispiel Erythrodiplax und Erythemis, ist die letzte Antenodalader unvollständig, reicht also nur von der Costalader bis zur Subcosta. Dieses Merkmal kann teilweise auch zur Bestimmung von Gattungen herangezogen werden. 